# サメ
サメ（鮫）は、軟骨魚綱板鰓亜綱に属する魚類のうち、鰓裂が体の側面に開くものの総称。鰓裂が下面に開くエイとは区別される。2020年11月時点で世界中に9目36科106属553種が存在し、日本近海には9目34科64属130種が認められている。世界中の海洋に広く分布し、オオメジロザメなど一部の種は汽水域、淡水域にも進出する。また、深海性のサメも知られている。
体の大きさは種によって異なり、最大のジンベエザメ（全長13~14m）から最小のツラナガコビトザメ（全長22cm）やペリーカラスザメ （全長20cm）までさまざまであるが、平均的には1~3メートルのものが多い。サメを意味する言葉として、他にワニ（和邇）やフカ（鱶）が使われることもある。詳細は、下記#神話におけるサメ参照。

## 概要
サメは「獰猛で危険な生物」というイメージが強く、実際に人を殺傷する被害も起きている。中でもホホジロザメやイタチザメなどに代表されるような鋭い歯と力強いあごを持つ種は特に危険で、沖合で船が沈没することによって襲われるケースもある。また日本では1992年と1995年に、それぞれ潜水漁師がホホジロザメに襲撃されて死亡する事故が発生している。

まれに海水浴場など人のいる沿岸域に危険なサメが現れると、安全のため遊泳禁止の区域・期間が設けられたり、サメよけネットが張られたりする対策が講じられる。しかし人を襲う事故はホホジロザメ、イタチザメ、オオメジロザメの3種によって引き起こされる場合が多く、人に危害を加える恐れのあるサメも約30種と言われているため、サメの種類数全体の1%にも満たない。
オーストラリアではサメの間引きも行われており、賛否両派が対立している。サメには個体数が減少していたり、絶滅の危機に瀕していたりする種もあるが、鯨に比べ保護はあまり進んでいない。詳細は本記事の#保護の項目を参照。
サメの起源は約4億年前の古生代デボン紀に遡る。最初のサメは浅い海で進化したといわれている。サメは淡水との親和性が高く、今も淡水湖などでとれることがある。古生代後期の石炭紀になると、さまざまなグループが現れた。古生代に現れたサメの多くは、石炭紀からペルム紀にかけて絶滅し、現代のサメの原型は中生代に現れたといわれる。サメは出現したときにはすでに現在とほぼ同じような姿をしており、以来あまり大きく変化しておらず、生きた化石と呼ばれることもあるが否定説もある。
エイ類は、ジュラ紀にサメの一部から派生し進化したと考えられている。そのため、カスザメのようにエイ類とほとんど区別がつかないような種も存在する。現代型のサメの多くは白亜紀に原型ができ上がり、新生代に現代型のサメが世界中の海に放散して種類を増やし、特にメジロザメ類が繁栄したと考えられている。サメは多様な環境に適応したために、その生態は非常に多岐にわたる。サメ類の性質については軟骨魚類の項目も参照のこと。尚、同様に数億年間そのままの形態でいる生き物にゴキブリやワニがいる。
従来の定説では、魚類の骨はもともと軟骨であり、それが硬骨に進化していったとされ、サメやエイなどの軟骨魚は進化しないまま現在に至るとされる。しかし、顎を持つ生き物全ての祖先に当たる生き物は、硬骨に近い骨を持っており、サメやエイは深海での捕食に特化するために、定説とは逆に硬骨から軟骨に進化したとする学説もある。その説を補強する化石なども発見されている。
「サメ」の語源は諸説あるが、その体のわりに目が小さいことから、小さい目→小目→サメとされる説がよく知られている。また、同様の理由で、狭い目（狭い眼）→狭目（狭眼）→サメという説もある。

## 特徴

一般的なサメの体型

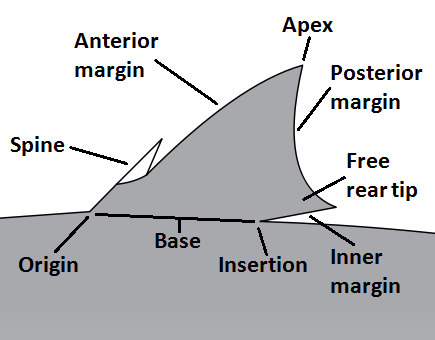
フカヒレ

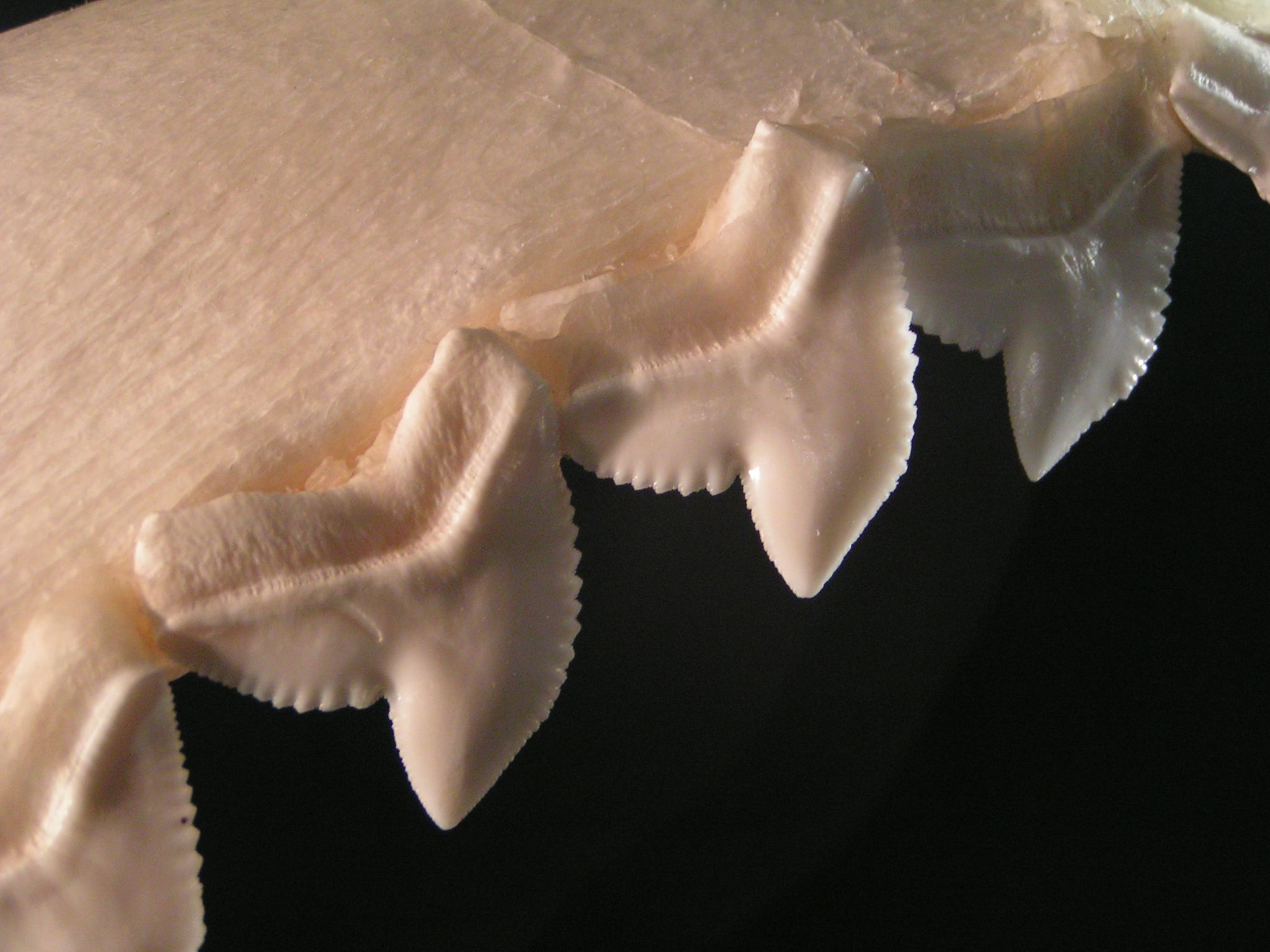
イタチザメの歯。相手に突き刺さりやすく斜めに尖っている。

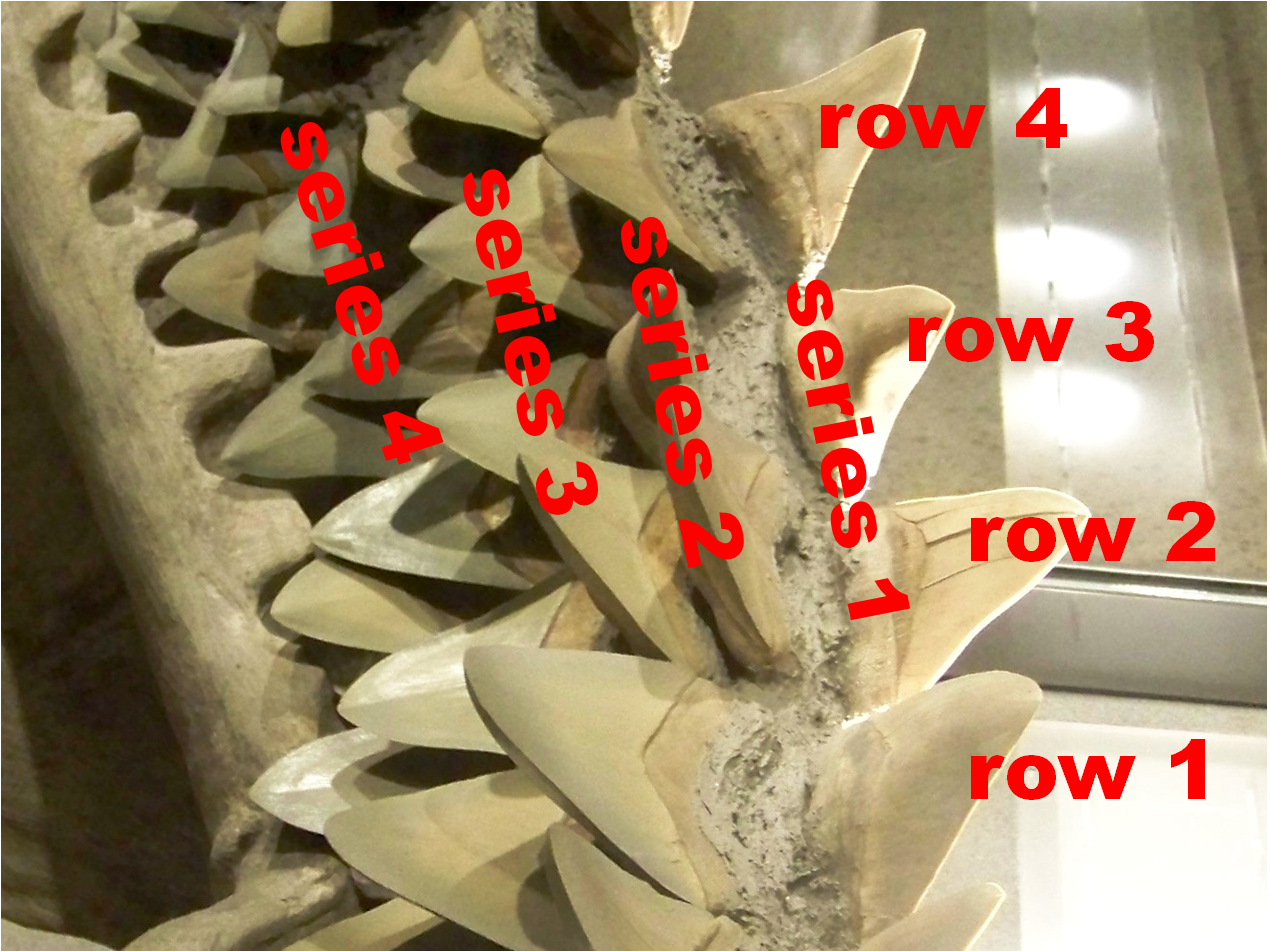
内側で準備されている歯列。数日ごとに歯列ごと生え変わる。

### 体型
体の形は種によって異なる。外洋に生息し回遊を行う種ではマグロ類のような流線型、海底に生息する種では細長い形や上下に平べったい形など、さまざまである。
背鰭、胸鰭、腹鰭、臀鰭、尾鰭を備える。背鰭はカグラザメ目を除き、2基。尾鰭は通常、上の方（上葉）が下の方（下葉）よりも長い異尾である。これにより後方ではなくやや斜め下に水を押し出すことになる。これはサメは浮き袋がないため肝油を考慮しても水より密度が高く、高度を保つには常に上方向に力を発生させる必要があるためである。
この重心後方の尾鰭による直接上方推力と、重心前方の胸鰭による揚力により姿勢を保つ。そのため鳥同様一定速度以下になると胸鰭での揚力が不足し沈む。泳ぎ続けないと溺れるといっても鰓への酸素供給のみを主因とするマグロなどとは若干異なる。上葉には切れ込みが見られる。外洋性のホオジロザメやアオザメなどは三日月型をしている。サメ類の鰭はマダイなど一般の魚のように膜状ではなく、皮膚で覆われて厚みがある。

### 呼吸
サメ類は硬骨魚類とは異なり鰓蓋が無く、鰓孔が5 - 7対ある。この特徴はエイ類にもいえる。この仕組みを持つ魚類を板鰓類という。
サメ類の中にはマグロのように呼吸のため一定速度の水流を要求するものと、静止状態でも呼吸可能なものがいる。
つまり、静止した場合沈むのは共通だが、沈んでしまうが命に別条はないものと、呼吸困難に陥って死んでしまうものの両方が存在する。また、鰭が硬骨魚類ほど自在には動かないため能動的にブレーキをかける能力がない。このためサメは止まれないという場合、こちらを意図して言われる場合があるため注意が必要である。

### 鱗
体表は歯と相同の鱗（楯鱗、皮歯ともいう）で覆われる。サメの体は、頭から尾に向けてなでると滑らかだが、逆に尾から頭に向けてなでるとザラザラしている。これが俗にいう鮫肌である。泳ぐときにできる水流の乱れを少なくし、層流を保つことで水の抵抗を減らすことに役立っていると考えられる。

### 歯

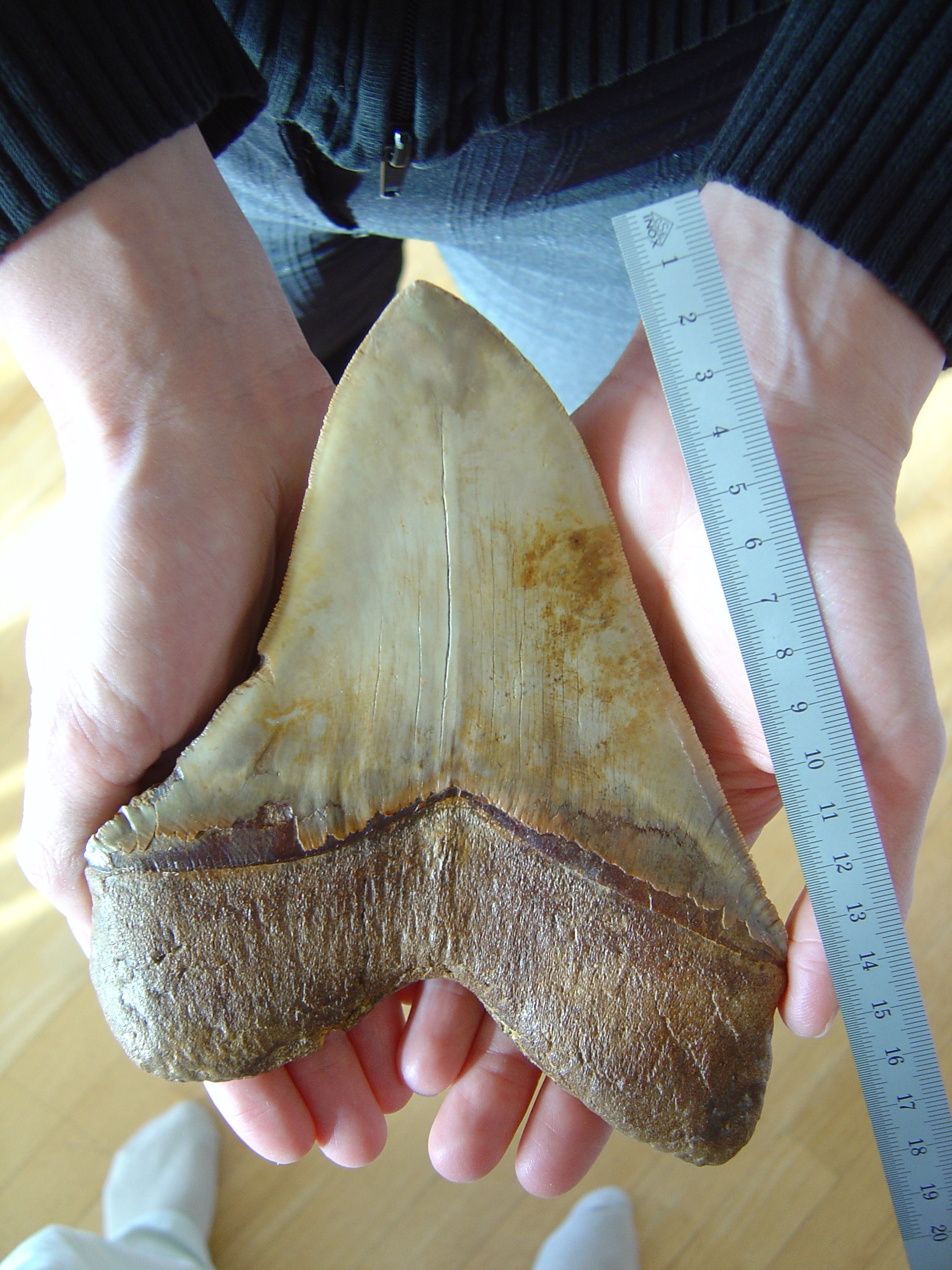
サメ史上最も巨大だったとされるメガロドンの歯

頭の先端は尖り、口は通常その後方下側に開く。口には鋭い歯が並んでいるものが多い。サメの歯は何列にも並び、いま使われている歯列のすぐ後ろには新しい歯列が用意されている。獲物を襲うなどして歯が1本でも欠けると、新しい歯列が古い歯列を押し出して、歯列ごと新しいものと交換される。歯列は何回でも生え変わり、1尾のサメが生涯に使う歯の数は最大で数千にのぼると考えられている。

### 目
目に瞬膜を持つ種類がいる。深海ザメでは少ない光を有効活用するための輝板（タペータム）という構造を持つ。深海ザメの目が光って見えるのはタペータムがあるためである。サメ類は警告色である白黒の縞模様を嫌うほか、色覚特性により青と白の模様を認識しにくいため、これを利用したウェットスーツやサーフボードに張るステッカーが開発されている。

### 嗅覚

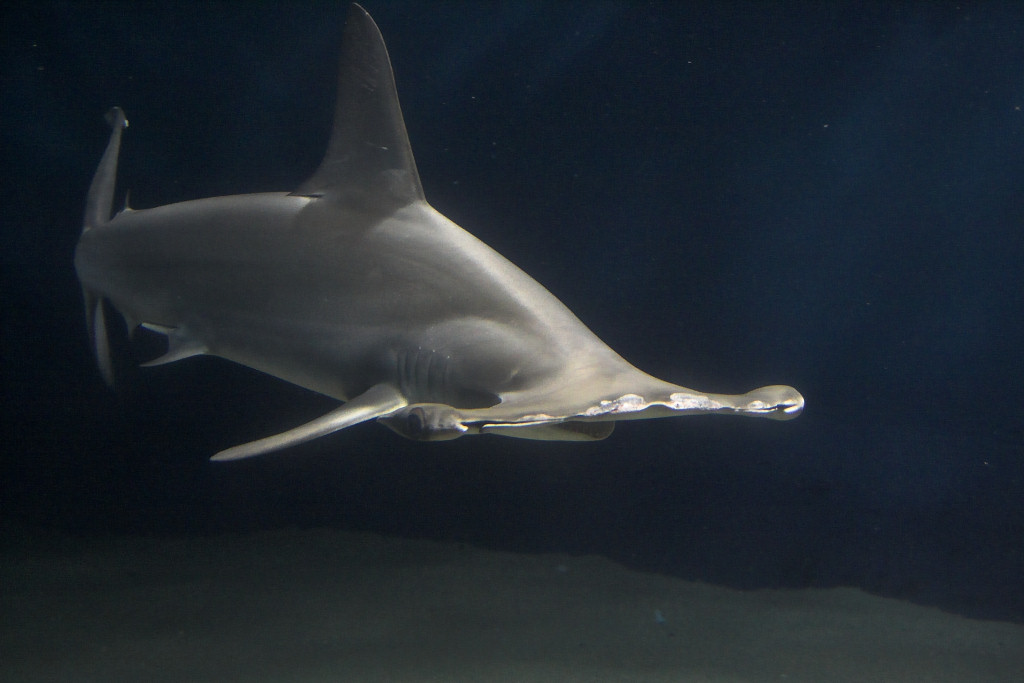
金槌頭のシュモクザメ、その両端は目と鼻があり嗅覚を増強している説がある。

匂いに敏感で、種によっては100万分の1に薄めた血ですら知覚する。さらに人間が音のする方向が判るように、各孔で感じるタイミングから方向まで検出する。
動物の腸でできる化学物質に誘引される性質があるため、下水道の排水口に集まることがある。

### 浮力
硬骨魚類は浮き袋で浮力の調節を行うが、板鰓類には浮き袋がなく肝臓で浮力の調節を行っている。肝臓に海水より軽い肝油を満たすことで浮力を得る。そのため浮き袋とは違い水深の制限が無いため、深海ザメが表層で見られることがある。

### ロレンチーニ器官

サメの頭部とロレンチーニ器官

サメの鼻先の孔の奥にはゼリー状物質が詰まったロレンチーニ器官と呼ばれる感覚器官が存在する。これは微弱な電流を感知する電気受容感覚（Electroreception）の一種であり、これによりサメは100万分の1ボルトという極わずかな電位差を感知することができる。
サメは、この感覚器官により、光の届かない深海や、海底の泥に隠れている獲物も正確に発見し、捉えることができる。この電流感知の能力を逆に利用して、サメの嫌がる種類の電流を周囲に流し、サメを追い払う製品（シャークシールド）が発売されている。
また、2005年に希土類磁石を落とした際に、サメが忌避行動を起こすことが確認された。かご罠漁の入り口に永久磁石を設置して、サメの混獲を30%減らした結果も報告された。

### 生殖

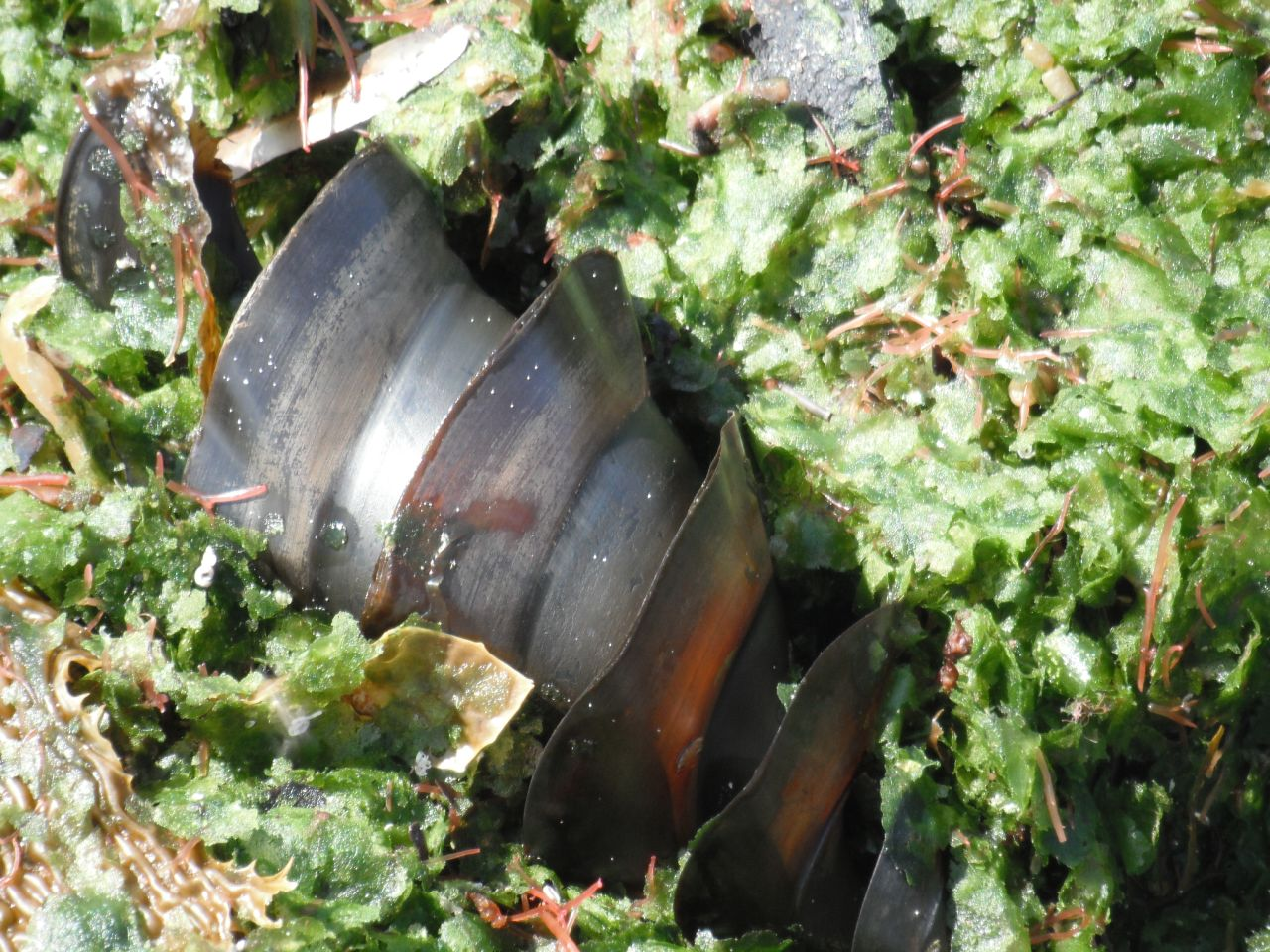
ポートジャクソンネコザメの卵

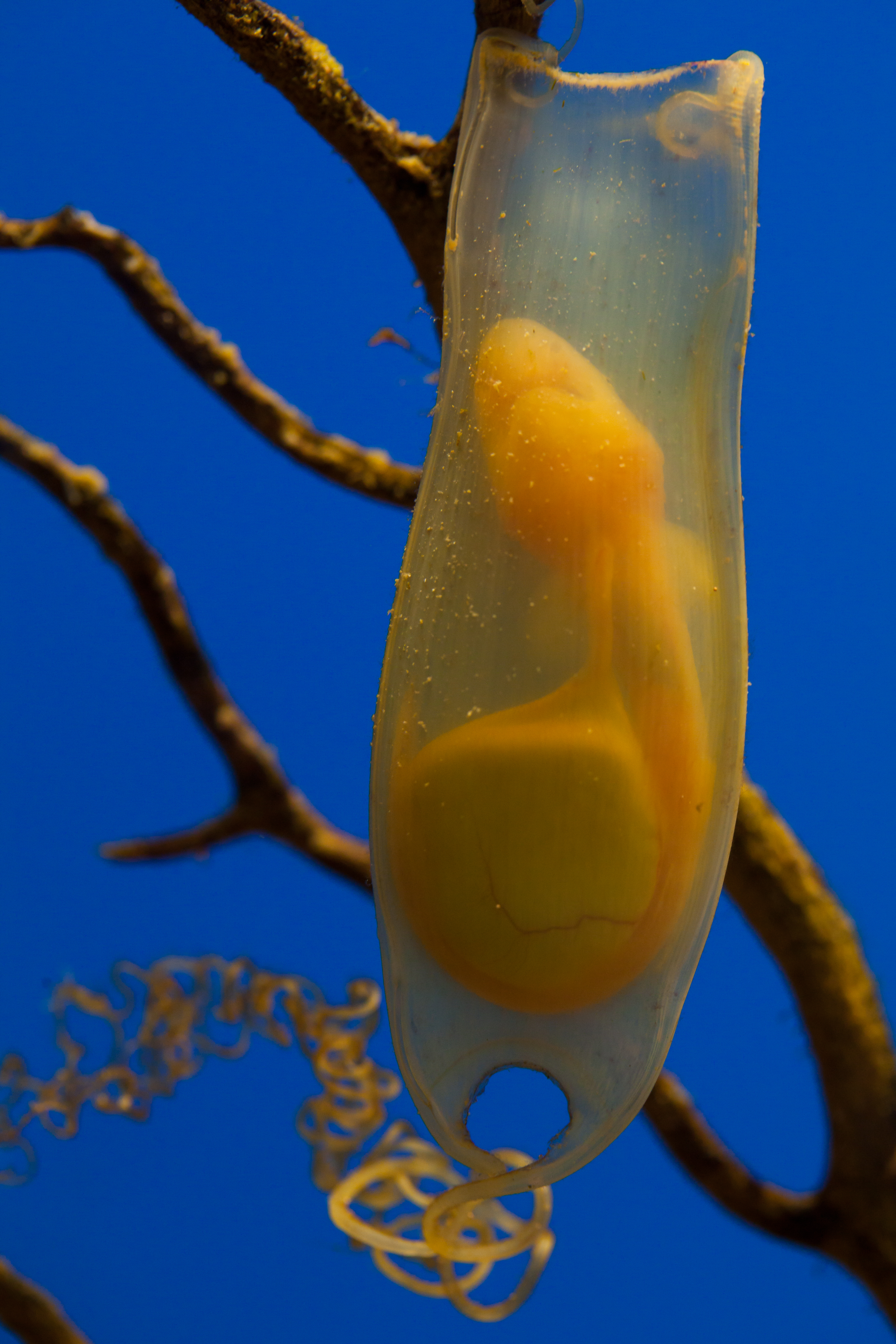
ハナカケトラザメの卵と内部の胎児。

体内受精を行い、雄の腹鰭には交尾器（クラスパー）を備える。魚類の中では珍しく、オスとメスが互いの生殖器を合わせる形の交尾をする。「鮫」という漢字の由来については諸説あるが、そのひとつに交尾をする魚であるからというものがある。
卵生のほか、胎生の種類が存在する。狭義には、哺乳類のように胎盤を形成する型のものを指すが、魚類では子宮の中で卵を孵化させる、いわゆる卵胎生も胎生に含める。卵生の種ではパッケージされた卵を産む種が多い。一部のサメでは子宮内で孵化した仔魚が、後から産まれてくる卵や他の仔魚を食べて育つ。これは共食いと呼ばれる行動の一種で、肉食性のサメに見られる。
また、子宮内で孵化した仔魚が母体からの分泌物を吸収して育つサメもおり、子宮内で胎盤様の器官を形成して母体から養分などの供給を受けて育つ（へその緒を持つ）。
単為生殖する個体がまれにおり、2007年にシュモクザメが、2008年にカマストガリザメが、それぞれ1尾ずつ単為生殖で妊娠・出産していることが遺伝子解析によって確認された。ただし、カマストガリザメの方は妊娠中に死亡した。

### 食性
肉食性の種が多いが、魚類でも最大級の部類であるジンベエザメやウバザメはプランクトン食性である。
肉食性の種は魚介類を中心に、海産哺乳類、海産爬虫類、海鳥などを獲物とする。大きな獲物を狙うものは、人間をアザラシなどの獲物と間違えることがあり、「人食い鮫」と恐れられる。サメから見てダイバーが騒々しい存在に映ることが多い一方で、サーファーは下から見るとアザラシと酷似しており襲われる危険性が高いとされている。海底に生息し貝などを狙う種はおとなしく、人が攻撃を受けることはほとんどない。
ジンベエザメやウバザメは歯が小さく、口を開けながら泳ぎ、海水と共に飲み込んだプランクトンをえらで濾過して食べる。このような摂食行動はマンタ（オニイトマキエイ）などにも見られる。
食べられない異物を飲み込んだ場合は、カエルのように胃袋を口から出して追い出す。

### その他
イタチザメなどの一部のサメをひっくり返したり、逆立ちさせると持続性不動状態（tonic immobility、トニック・イモビリティー）と呼ばれる動かなくなる状態にすることが出来る。この状態は15分ほど持続する。この性質をシャチがサメを狩る時に使用する。
直腸の末端には直腸腺と呼ばれる塩分などの余計なミネラル類を外部に排出するイオノサイト（塩類細胞）を持つ器官がある。

## 分類
現生のサメ類は9目に分類され、上位分類として2上目を設ける。Nelson (2006) の分類によれば、現生サメ類は全てサメ亜区 Selachii の中に含まれる。板鰓亜綱における、化石種も含めた分類の全体的な概観を以下に示す。
- Infraclass（下綱） Cladoselachimorpha （化石種）
- Infraclass（下綱） Xenacanthimorpha （化石種）
- Infraclass（下綱） Euselachii
  - Division（区） Hybodonta （化石種）
  - Division（区） Neoselachii
    - サメ亜区 Selachii
      - ネズミザメ上目 Galeomorphi
      - ツノザメ上目 Squalomorphi

    - エイ亜区 Batoidea →エイ

以下、現生サメ類9目の構成を示す。
- ネズミザメ上目 Galeomorphi
  - ネコザメ目 Heterodontiformes - 1科1属10種。ネコザメ・ポートジャクソンネコザメ・シマネコザメなど。
  - テンジクザメ目 Orectolobiformes - 7科13属約50種。オオセ・トラフザメ・ジンベエザメなど。
  - ネズミザメ目 Lamniformes - 8科10属15種。ホホジロザメ・アオザメ・オナガザメ・ミツクリザメ・シロワニ・メガマウスザメ・ウバザメ・ニシネズミザメなど。
  - メジロザメ目 Carcharhiniformes - 12科52属約300種。シュモクザメ・ヨシキリザメ・イタチザメ・オオメジロザメ・ドチザメ・ナヌカザメ・ツマグロ・オグロメジロザメ・カマストガリザメ・クロヘリメジロザメ・ガラパゴスザメなど。
- ツノザメ上目 Squalomorphi
  - カグラザメ目 Hexanchiformes - 2科4属7種。ラブカ・カグラザメ・エドアブラザメなど。
  - ツノザメ目 Squaliformes - 6科22属約130種。アブラツノザメ・ダルマザメ・オンデンザメなど。
  - キクザメ目 Echinorhiniformes - 1科1属2種。キクザメ・コギクザメ
  - カスザメ目 Squatiniformes - 1科1属24種。カスザメ・コロザメなど。
  - ノコギリザメ目 Pristiophoriformes - 1科2属10種。ノコギリザメなど。

| 目             | 学名               | 科 | 属 |
| -------------- | ------------------ | -- | -- |
| ネコザメ目     | Heterodontiformes  | 1  | 1  |
| テンジクザメ目 | Orectolobiformes   | 7  | 13 |
| ネズミザメ目   | Lamniformes        | 8  | 10 |
| メジロザメ目   | Carcharhiniformes  | 12 | 52 |
| カグラザメ目   | Hexanchiformes     | 2  | 4  |
| ツノザメ目     | Squaliformes       | 6  | 22 |
| キクザメ目     | Echinorhiniformes  | 1  | 1  |
| カスザメ目     | Squatiniformes     | 1  | 1  |
| ノコギリザメ目 | Pristiophoriformes | 1  | 2  |

サメ亜区は単系統群であり、次のような系統樹が得られている。
|  | テンジクザメ目                                                |
|  |                                                               |
|  | \| \| ネズミザメ目 \| \| \| \| \| \| メジロザメ目 \| \| \| \| |
|  |                                                               |
|  | ネズミザメ目                                                  |
|  |                                                               |
|  | メジロザメ目                                                  |
|  |                                                               |

|  | ネズミザメ目 |
|  |              |
|  | メジロザメ目 |
|  |              |

|  | テンジクザメ目                                                |
|  |                                                               |
|  | \| \| ネズミザメ目 \| \| \| \| \| \| メジロザメ目 \| \| \| \| |
|  |                                                               |
|  | ネズミザメ目                                                  |
|  |                                                               |
|  | メジロザメ目                                                  |
|  |                                                               |

|  | ネズミザメ目 |
|  |              |
|  | メジロザメ目 |
|  |              |

|  | キクザメ目                                                    |
|  |                                                               |
|  | \| \| カスザメ目 \| \| \| \| \| \| ノコギリザメ目 \| \| \| \| |
|  |                                                               |
|  | カスザメ目                                                    |
|  |                                                               |
|  | ノコギリザメ目                                                |
|  |                                                               |

|  | カスザメ目     |
|  |                |
|  | ノコギリザメ目 |
|  |                |

|  | キクザメ目                                                    |
|  |                                                               |
|  | \| \| カスザメ目 \| \| \| \| \| \| ノコギリザメ目 \| \| \| \| |
|  |                                                               |
|  | カスザメ目                                                    |
|  |                                                               |
|  | ノコギリザメ目                                                |
|  |                                                               |

|  | カスザメ目     |
|  |                |
|  | ノコギリザメ目 |
|  |                |

|  | キクザメ目                                                    |
|  |                                                               |
|  | \| \| カスザメ目 \| \| \| \| \| \| ノコギリザメ目 \| \| \| \| |
|  |                                                               |
|  | カスザメ目                                                    |
|  |                                                               |
|  | ノコギリザメ目                                                |
|  |                                                               |

|  | カスザメ目     |
|  |                |
|  | ノコギリザメ目 |
|  |                |

|  | キクザメ目                                                    |
|  |                                                               |
|  | \| \| カスザメ目 \| \| \| \| \| \| ノコギリザメ目 \| \| \| \| |
|  |                                                               |
|  | カスザメ目                                                    |
|  |                                                               |
|  | ノコギリザメ目                                                |
|  |                                                               |

|  | カスザメ目     |
|  |                |
|  | ノコギリザメ目 |
|  |                |

|  | テンジクザメ目                                                |
|  |                                                               |
|  | \| \| ネズミザメ目 \| \| \| \| \| \| メジロザメ目 \| \| \| \| |
|  |                                                               |
|  | ネズミザメ目                                                  |
|  |                                                               |
|  | メジロザメ目                                                  |
|  |                                                               |

|  | ネズミザメ目 |
|  |              |
|  | メジロザメ目 |
|  |              |

|  | テンジクザメ目                                                |
|  |                                                               |
|  | \| \| ネズミザメ目 \| \| \| \| \| \| メジロザメ目 \| \| \| \| |
|  |                                                               |
|  | ネズミザメ目                                                  |
|  |                                                               |
|  | メジロザメ目                                                  |
|  |                                                               |

|  | ネズミザメ目 |
|  |              |
|  | メジロザメ目 |
|  |              |

|  | キクザメ目                                                    |
|  |                                                               |
|  | \| \| カスザメ目 \| \| \| \| \| \| ノコギリザメ目 \| \| \| \| |
|  |                                                               |
|  | カスザメ目                                                    |
|  |                                                               |
|  | ノコギリザメ目                                                |
|  |                                                               |

|  | カスザメ目     |
|  |                |
|  | ノコギリザメ目 |
|  |                |

|  | キクザメ目                                                    |
|  |                                                               |
|  | \| \| カスザメ目 \| \| \| \| \| \| ノコギリザメ目 \| \| \| \| |
|  |                                                               |
|  | カスザメ目                                                    |
|  |                                                               |
|  | ノコギリザメ目                                                |
|  |                                                               |

|  | カスザメ目     |
|  |                |
|  | ノコギリザメ目 |
|  |                |

|  | キクザメ目                                                    |
|  |                                                               |
|  | \| \| カスザメ目 \| \| \| \| \| \| ノコギリザメ目 \| \| \| \| |
|  |                                                               |
|  | カスザメ目                                                    |
|  |                                                               |
|  | ノコギリザメ目                                                |
|  |                                                               |

|  | カスザメ目     |
|  |                |
|  | ノコギリザメ目 |
|  |                |

|  | キクザメ目                                                    |
|  |                                                               |
|  | \| \| カスザメ目 \| \| \| \| \| \| ノコギリザメ目 \| \| \| \| |
|  |                                                               |
|  | カスザメ目                                                    |
|  |                                                               |
|  | ノコギリザメ目                                                |
|  |                                                               |

|  | カスザメ目     |
|  |                |
|  | ノコギリザメ目 |
|  |                |

## 食材としてのサメ

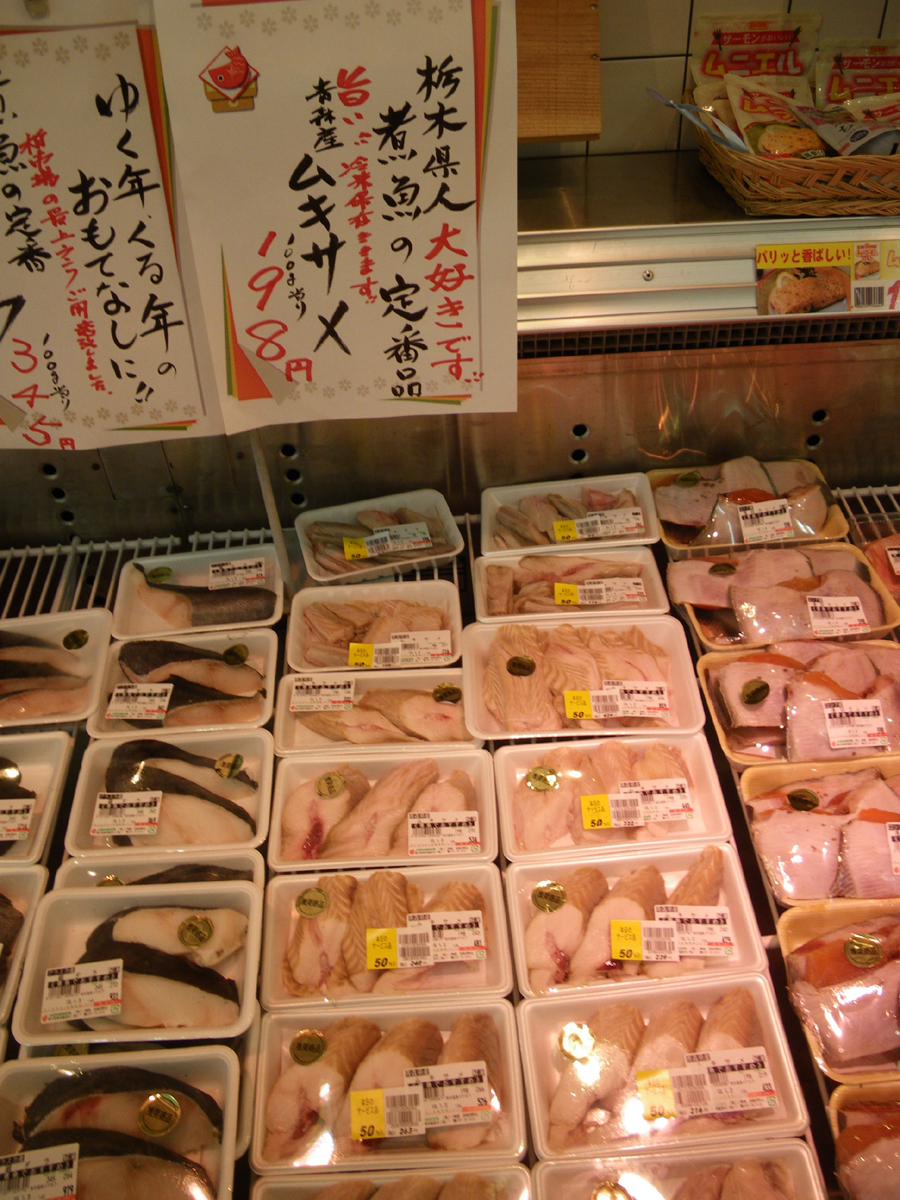
スーパーマーケットで売られるサメの切り身（栃木県）。

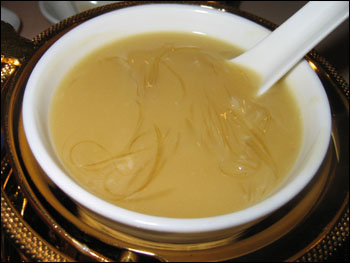
中華料理の高級料理として知られるフカヒレスープ

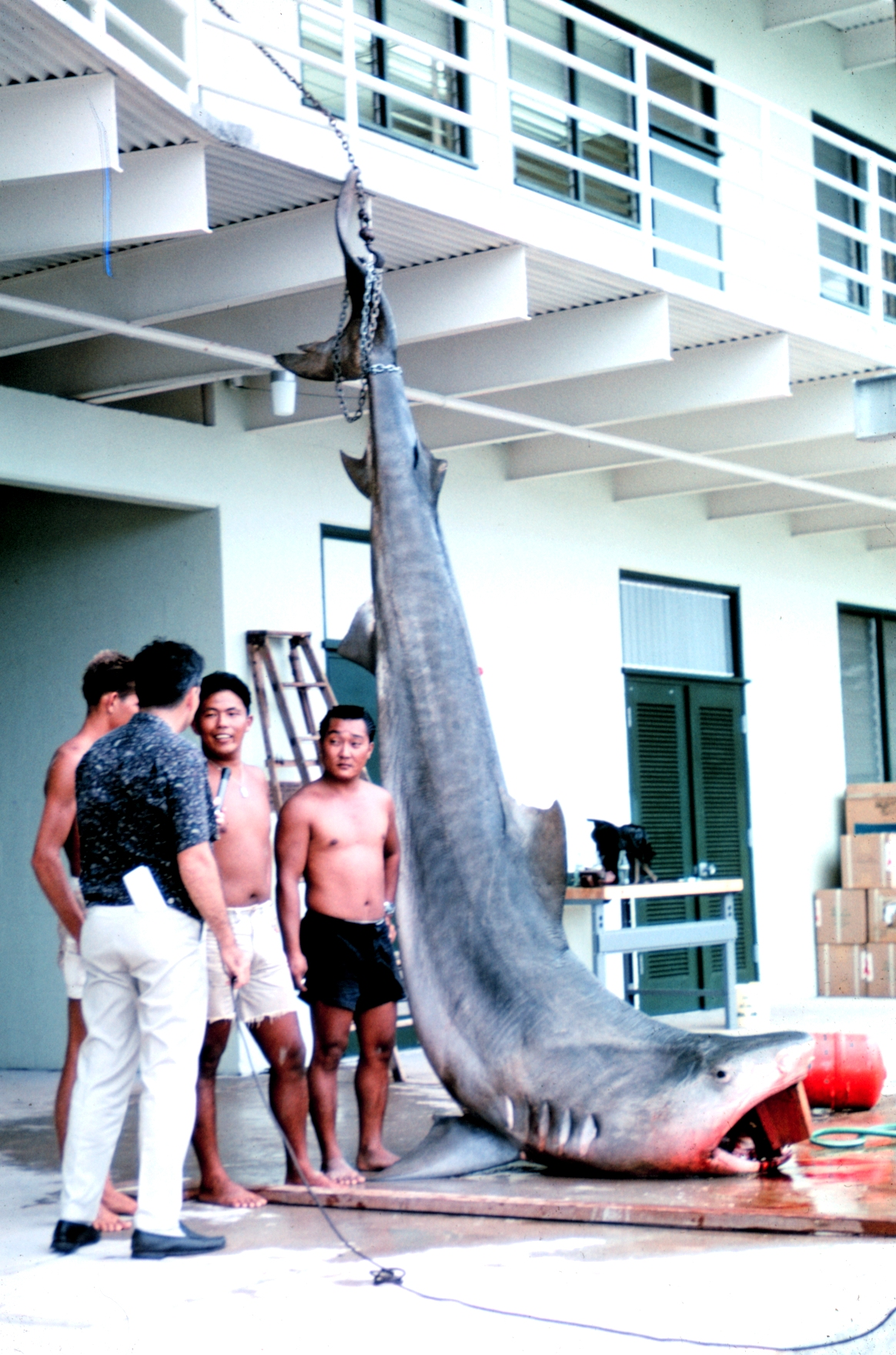
1966年に捕獲されたイタチザメ。体長は約4.3m、体重は約540kgである。

サメは食材としても用いられ、身肉はすりつぶして蒲鉾やはんぺんなどの魚肉練り製品に加工されることが多い。サメの肉は低カロリー、低脂質、高タンパク質、骨はすべて軟骨質であるため子どもから老人までに適した食材であり、これまで食用の習慣のなかった地域でも見直される動きもある。サメは体液の浸透圧調節に尿素を用いており、その身体組織には尿素が蓄積されている。そのため、鮮度が落ちるとアンモニアを生じてしまい、一般の魚のような料理には向かない。ただし、アンモニアがあるために腐敗が遅く、冷蔵技術が進む前の山間部では海の幸として珍重されていた場合もある。幼魚は蓄積された尿素の量が少ないため意外と美味である。
古代の日本では記紀の因幡の白ウサギにおける記述から、サメ（当時はワニと呼んでいた）の獰猛性について深い知識がうかがわれ、そういった背景のもと三河国から平城京へサメを送った木簡が出土しており、愛知県知多郡南知多町の北地古墳群からはサメ漁に用いられたと考えられる釣り針や石錘が出土している。『ものと人間の文化史35 鮫』（矢野憲一著、法政大学出版局発行）によれば『延喜式』にサメを食材とした記述があり、斎宮寮に鮫の楚割 （さめのすわやり、干物と考えられている）が支給された記録があるという。この鮫の楚割が伊勢神宮の神饌として供えられる干鮫であり、後述する三重県のサメのタレと同じものという話があるが、市販されるサメのタレの大部分は20世紀に改良された加工法で作られているのでまったく同じものではない。『ものと人間の文化史35 鮫』によれば、伊勢土産としてのサメのタレは、1773年（安永2年）の『宮川夜話草』に記され、サメを神饌とする神社は伊勢神宮のほかに千葉県香取市の香取神宮や愛知県津島市の津島神社があるという。
近年の日本では、マグロなどの延縄漁の外道として水揚げされるサメを有効に利用するため、後述する中華料理のフカヒレに加工し、国内消費のほかに主に中国に輸出することが多くなった。中国の経済発展に伴い出荷量が増え、これに合わせフカヒレの材料となるサメの水揚げが増えたため、近海物の減少など資源の枯渇が懸念されている。詳細は本記事の#保護の項目を参照。
なお、アメリカの食品医薬品局（FDA）は、有機水銀が蓄積されている可能性が高いとして、2004年に妊婦や授乳中の女性および子どもはサメを摂取しないよう勧告を行っている。

### 広島県のわに料理
広島県三次市などの備北地域は海から遠い山間部であるため、輸送中に腐りにくい海の魚としてサメを用いたワニ料理が昔から好まれている（ただし「ワニ料理」には幼魚も成魚も関係なく、根強い人気がある）。この地方では刺身で食べるのが主流であったが、最近では、わにバーガーやワニ丼といったサメを使った商品も販売されるようになってきている。この外にも、日本各地では、古くから天日干しなどで保存食としサメが用いられているが、現在では漁獲技術が向上しており、鮮度が良いまま市場に出回ったり、漁獲後急速冷凍され市場に出回る。

### 三重県のサメ消費
三重県の伊勢市と鳥羽市沿岸部全域ではサメのタレ（「さめんたれ」とも）と呼ぶサメの干物を食べる風習がある。鳥羽市では主にハモやタイの延縄漁の外道として水揚されたサメから生産され消費もされるが、伊勢市では消費のみで、サメの水揚量が多い勝浦漁港などの和歌山県や気仙沼漁港のある宮城県で水揚あるいは加工された干物が流通している。三重県以外の生産地ではサメのタレと呼ばず、さめしお・さめみりんなどと呼ぶことが多い。原料が外道であることもあり、加工するサメの種類は特に問わず、ホシザメ、シュモクザメ、トラザメ、ネコザメなどさまざまである。
サメのタレは塩味のものと、大正時代に考案されたというみりん味の2つに大別される。いずれも基本的に短冊状にサメの身を薄く切り出す。小魚と違い、魚の形をとどめない。直火で軽くこげる程度にあぶって食べることが多いが、ほかにもさまざまな利用法がある。
伊勢神宮の神饌を下げたあとに食べた（直会参照）ことによりサメの干物を食べる風習が残ったとする説があるが、この説では神宮神職と縁のない庶民や、鳥羽市全域に残ったことを説明できない。
サメのタレ以外では、鳥羽市では鮮度の高いサメを3枚におろし刺身で食べるが、タイに似た味がするという。志摩市志摩町ではサメをなますにして食べるさめなます（「さめのなます」とも）という郷土料理があるが、ネコザメに限るという。

### 栃木県のサメ料理
栃木県ではアブラツノザメをサガンボ、ネズミザメをモロといい煮付けなどで食べる風習がある。
モロの多くは宮城県気仙沼漁港で水揚げされたネズミザメで、尾びれと背びれは高級食材のフカヒレ、頭は健康食品のコラーゲンやコンドロイチンになる一方、魚肉は関東地方などに出荷される。サメは死後、時間が経つと臭いがきつくなり、漁師町では敬遠されているが、内陸県の栃木では昔から重宝されてきた。モロは郷土食として給食でも提供されている

### フカの湯引き
九州や愛媛、または山陰地方や大阪の泉州地方の一部、和歌山県ではぶつ切りまたは切り身にしたサメを湯引いて酢味噌などにつけて食べるところもある。主にアンモニア臭の少ないシロザメやネコザメを用い、漁獲量の多い地方（下関など）のスーパーマーケットなどで手ごろな価格で求めることが出来る。長崎県では「ノーソ」、山陰では「ワニ」などの俗称を用いることが多い。湯引きにするとサメのアンモニア臭が緩和され、白く淡白な肉になる。卓袱料理や皿鉢料理のメインの料理となる事もある。

### 梅水晶
梅水晶は日本の珍味の一種で、サメの軟骨を細切りにしたものと梅肉を和えたものである。サメ漁獲量日本一を誇る宮城県気仙沼市を発祥とし、日本酒や焼酎の肴として食べられる。

### フカヒレ

フカヒレの位置。収益性の高いフカヒレだけを狙って、荷物になる体を捨てるシャークフィニングが問題になっている。

中華料理におけるフカヒレ（鱶鰭）は鱶（サメ）のヒレを乾燥させたものである。フカヒレの総称を中国では魚翅（ユイツー）とも呼ぶ。その種類は大きく以下の2つに分けられる。
排翅（パイツー）
扇形のような形をしているもの。基本的に姿煮として提供される。主に背びれと尾びれが使われる。ヒレの大きさ・形・厚さで値段が大きく変わる
散翅（サンツー）
一本一本ばらばらにほぐしたもの。基本的にスープとして提供される。主に胸ヒレの部分が使われる。排翅と比べると値段は比較的安い。

### サメの心臓
気仙沼ではモウカザメの心臓をモウカの星、またはサメハツと呼び、刺身で食している。

## 材料としてのサメ

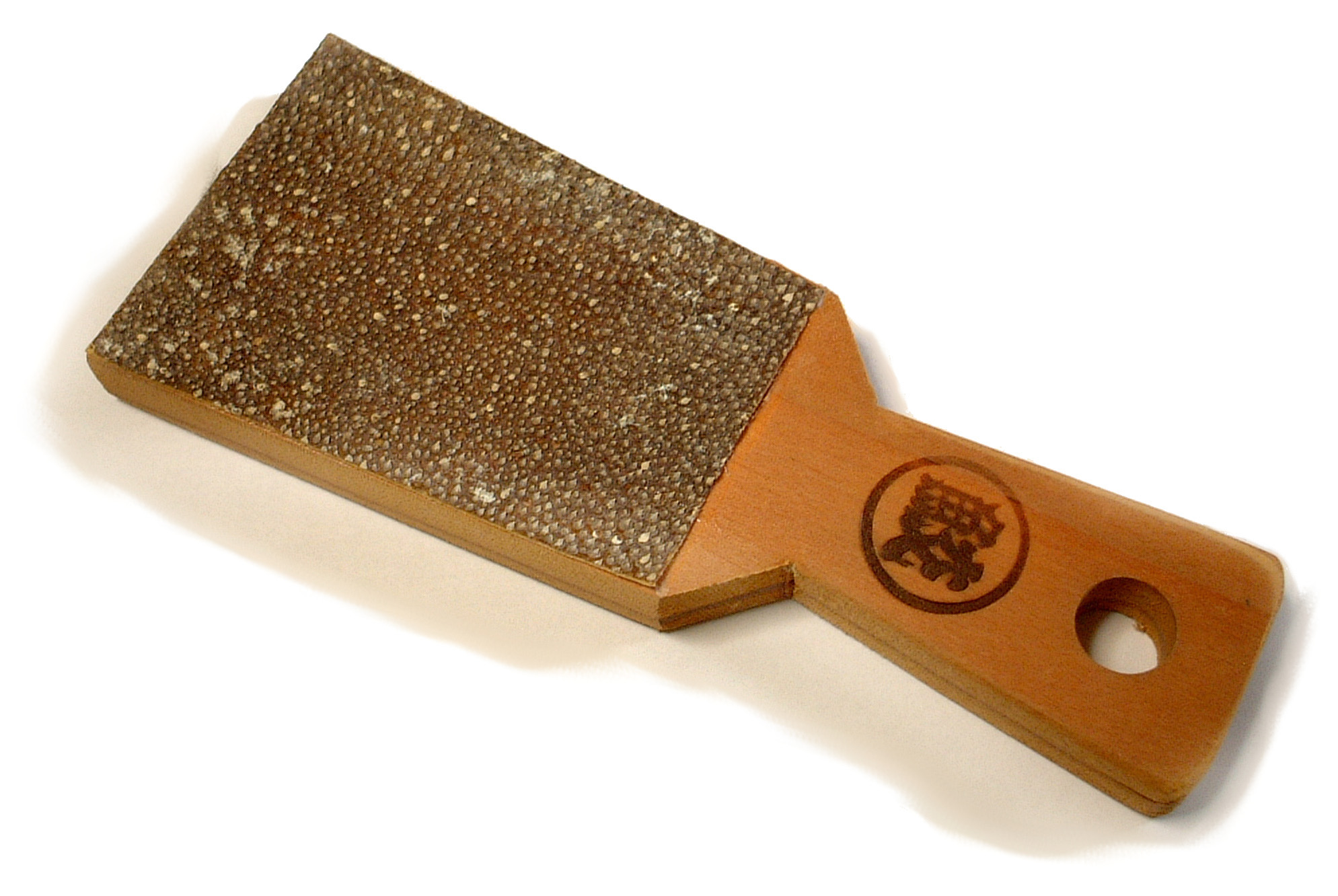
鮫皮のおろし金

皮
サメの皮には独特の凹凸（楯鱗、じゅんりん）があり、このためヤスリ等の材料として用いられる。最も身近なものではわさび専用のおろし金等がある。金属製のおろし金と異なり、ワサビの植物細胞をより多くつぶすため、ワサビ独特の風味がよく出る。このため、料亭や寿司屋などで多用されている。楯鱗を削り落として柔らかくなめし加工がされたサメ革はシャークスキンと呼ばれ、楯鱗を落とした痕の独特の肌触りと耐水性の高さから、他の動物性皮革と同様に革製品の素材として用いられる。
サメは日本近海で比較的容易に捕獲でき、皮革の入手に当たりウシやブタなどの家畜のような肥育も必要としないことから、第二次世界大戦末期の1944年（昭和19年）ごろには日本兵の軍靴などの皮革製品にもサメ革が代用品として用いられるようになった。なお、日本刀の柄に使用される鮫皮はサメではなくエイの仲間の物が使われる。
内臓・軟骨
サメの肝臓からはスクアレンと呼ばれる物質が採取され、肝油として珍重されている。このほか、軟骨などからコンドロイチンが採取され、健康食品などに利用されている。
歯
装飾品として加工されている。また近代以前では、サメの骨や化石のうち、歯が「天狗の爪」として、上下の顎骨が「大蛇の顎骨」として伝承されてしまった例もある。ハワイではテニスラケット形状の木枠に歯を括り付けてノコギリ状の剣としたレイオマノなどの武器が用いられていた。また、キリバス共和国ギルバート諸島でも、ノコギリのようにサメの歯を付けた剣や槍などが作られた。

## 漁業

### 統計

世界サメ漁獲量の変化

2003年に九十万トンに達したのちは減少している。
| 国               | 漁獲量（トン） |
| ---------------- | -------------- |
| インドネシア     | 112,000        |
| スペイン         | 77,300         |
| インド           | 72,100         |
| パキスタン       | 51,200         |
| メキシコ         | 35,300         |
| 日本             | 33,100         |
| アメリカ合衆国   | 30,900         |
| スリランカ       | 28,000         |
| アルゼンチン     | 25,700         |
| マレーシア       | 24,500         |
| フランス         | 22,800         |
| ブラジル         | 18,500         |
| ニュージーランド | 17,700         |
| イギリス         | 17,400         |
| タイ             | 16,200         |
| ペルー           | 15,400         |
| 韓国             | 15,400         |
| モルディブ       | 13,500         |
| カナダ           | 13,500         |
| ナイジェリア     | 13,200         |
| セネガル         | 10,800         |
| ポルトガル       | 9,100          |
| オーストラリア   | 8,100          |
| 合計             | 828,400        |

### 日本での陸揚げ漁港
日本国内で水揚げされるサメ類のうち、約9割は気仙沼漁港（宮城県気仙沼市）が占める。このため気仙沼市では国内唯一のサメ専門博物館「シャークミュージアム」
があるほか、地域おこしとして「サメの街」を打ち出している。
2014年の上場水揚量
| 順位   | 漁港       | 県     | 上場水揚量（t） | 単価（円/kg） |
| ------ | ---------- | ------ | --------------- | ------------- |
| 第1位  | 気仙沼漁港 | 宮城県 | 9,768.0         | 125.3         |
| 第2位  | 銚子漁港   | 千葉県 | 922.5           | 104.3         |
| 第3位  | 大間漁港   | 青森県 | 825.4           | 84.4          |
| 第4位  | 塩釜漁港   | 宮城県 | 332.3           | 83.3          |
| 第5位  | 八戸漁港   | 青森県 | 294.0           | 85.5          |
| 第6位  | 深浦漁港   | 青森県 | 152.4           | 65.9          |
| 第7位  | 歯舞漁港   | 北海道 | 136.1           | 23.3          |
| 第8位  | 鰺ヶ沢漁港 | 青森県 | 100.6           | 56.7          |
| 第9位  | 長崎漁港   | 長崎県 | 86.2            | 182.3         |
| 第10位 | 外ヶ浜漁港 | 青森県 | 73.7            | 116.0         |

八戸市には「鮫」という名称の地区や鮫駅がある。

### 鮫供養塔
北海道えりも町には、鮫の供養と豊漁を祈願した供養塔が存在する。当地では、明治時代後半から大正年間にかけて鮫漁が盛んに行われており、フカヒレは清へ輸出され、肉は塩漬けにされて函館へ出荷されていた。

## 保護
サメのヒレはフカヒレとして多くのアジア諸国で珍重されており、また前述のようなサメ製品もある。それらの需要が世界中で高まるにつれて、サメ絶滅の危機は次第に深刻化している。サメは海洋生態系の頂点に位置するので元来数が少ないうえ、成長が遅く、子どもを少ししか生まないため繁殖率が低いことも要因である。しかし、サメの保護は進んでおらず、減少の一途をたどっている。
オーストラリアではサメによる人間の被害が深刻で、2013 - 2017年に海水浴客やサーファーら114人が襲われ、12人が死亡した。一方で、人間を襲う可能性があるホホジロザメなどが保護対象となっている。このため、海岸近くをドローンで空から監視してサメを見つけたら避難を呼び掛ける、サメが忌避する電界発生器を身につけてもらう、罠で釣った大型のサメを遠洋に運んで放す等の対策をとっている。またオーストリアの企業がサメの色覚特性を利用した襲われにくいウェットスーツを販売している。

### サメの保護の沿革
1997年以降、19種のサメ（ホホジロザメ、ジンベエザメ、カリビアン・リーフ・シャーク（Carcharhinus perezi、メジロザメ科）、ウバザメ、シロワニ、ビッグアイ・サンドタイガー（Odontaspis noronhai、シロワニの仲間）、バケアオザメ、ドタブカ、ナガハナメジロザメ、ハビレ、ガラパゴスザメ、クロヘリメジロザメ、ハチワレ、カグラザメ、ビッグアイ・シックスジル（Hexanchus nakamurai、カグラザメの仲間）、エビスザメ、カリビアン・シャープノーズ（Rhizoprionodon porosus、ヒラガシラの仲間、メジロザメ科）、スモールテール（Carcharhinus porosus、メジロザメ科）、アトランティック・エンジェル・シャーク（Squatina dumeril、カスザメの仲間））をアメリカに水揚げすることが全面的に禁止される。
- 2002年9月24日 - 80近い加盟国がある「渡りと行う動物たちのためのボン会議」(CMS) で、ホホジロザメが保護種になる。
- 2002年11月 - オーストラリアのニューサウスウェールズ州がシロワニのために、海岸沿いに新たに10個の保護区を設ける。この海域では、いかなる漁やダイビングも禁止されている。
- 2002年11月 - ジンベエザメとウバザメが、ワシントン条約会議 (CITES) で『付属書2』に登録され、保護種になる。
- 2003年7月4日 - EUが、フカヒレを目的にしたサメ漁を禁止すると発表。
- 2003年7月17日 - 中央アメリカにあるベリーズ付近の海域（ベリーズ南東沖のリトル・ウオーター・キーとその周辺海域の1360ヘクタール）が、ジンベエザメの保護区に指定される。この海域は毎年、ジンベエザメが群れをつくって集まってくることで有名。
- 2003年9月18日 - ポリネシアの環境大臣が、フカヒレ漁が禁止の方向に向かっていると発表。
- 2003年9月24日 - パラオ政府が、本島を中心とする半径93キロメートルの海域での外国船によるフカヒレ漁を禁止。
- 2003年12月16日 - アメリカ領サモア諸島の知事が、フカヒレ漁、およびフカヒレの陸揚げの禁止を決定すると発表。
- 2004年10月12日 - ホホジロザメのワシントン条約の『付属書2』への登録が決定。ワシントン条約でも保護種になる。
- 2004年 - アメリカ大西洋岸のスポーツフィッシングが規制されて、一隻の船で捕獲できるサメは、1航海で1尾までになる。しかもサメは体長135センチメートル以上でないと捕獲できない（ウチワシュモクザメだけは例外）。この「1隻につき1尾のサメ」の対象となるのは、コモリザメ、ニシレモンザメ、オオメジロザメ、イタチザメ、シュモクザメ類、メジロザメ、カマストガリザメ（メジロザメ科）、そしてハナザメ（メジロザメ科）など。
- 2009年9月28日 - パラオ共和国のジョンソン・トリビオン大統領が商業的漁業を禁止したサメの保護区設立を表明。

## 神話におけるサメ
この魚は、現代ではサメと呼ばれることが一般的だが、和邇（ワニ）や、鱶（フカ）という呼称も古くから使われており、日本の古典では『古事記』や『風土記』にも「ワニ」として登場する。現在でも、出雲弁ではサメのことをワニと言う。 
シロワニ、ミズワニなど一部のサメは、漁業者の間で伝えられてきた呼称を採用し、「ワニ」の名を戴いたまま現在に至っている。
また、フカという呼称は鱶鰭（フカヒレ）などの言葉に今も残っている。

『古事記』では、大国主の因幡の白兎の伝説に登場する。また、のちに山幸彦こと火遠理命が娶った海神の娘、豊玉毘売（トヨタマビメ）も、出産の際に八尋和邇（ヤヒロワニ）の姿と化していた。
このほか、志摩市磯部町には、鮫は『龍宮の使い』であり、川を遡り、7尾の鮫が伊雑宮に参拝するという伝承がある。
また、『出雲国風土記』に仁多郡で「和爾」が玉日女命を慕って川を遡上したことにちなんで恋山と名付けられた説話が収録されている。
このように、日本神話においてサメは縁深い存在であった。実際に弥生時代の銅剣のうちにはサメの線刻画を持つものがあり、考古学的にもサメに関する信仰の存在が認められている。
琉球の神話や伝承では、サメは海神の使いであるとされ、神聖な生き物とされていた。人間に襲いかかり食らうという獰猛なイメージよりも、溺れた人間を救ったり、神の意思に背き悪事を働いた者を食い殺すという伝承が多く、海の平穏を守る番人のようなイメージが大きい。病気の母親に滋養をつけさせるために、悪天候の中無理をして漁に出た親孝行な若者の舟が波に飲まれ沈没し溺れたときに、海神の使いである黄金色のサメが現れ、背鰭に若者を捕まらせて無事に村まで送り届けたという昔話も残っている。

## 古代サメ
古生代デボン紀頃より化石が出るが、大部分は歯の化石である。骨格が軟骨性なので、全身の化石が出ることは極めてまれである。そのため、復元は想像に頼るところが大きい。オトダス・メガロドン（ムカシオオホオジロザメ）などの巨大な歯は天狗の爪と呼ばれる。
化石種のみ
- クセナカンサス
- クラドドゥス
- アクロドゥス
- ヘクサクス
- クレトクシリナ
- ヒボドゥス
- スクアリコラックス
- オトダス・メガロドン
- オトダス
- イスルス
- イスルス（カルカロドン）・ハスタリス
- オクトダス
- ヘミプリスチス
- ノチダノドン
- カルカロドン
- カルカリヌス
- スカパノリンクス
- プロタクロダス
- アステラカンタス
- オルサカンサス
- プチコダス
- バンドリンガ

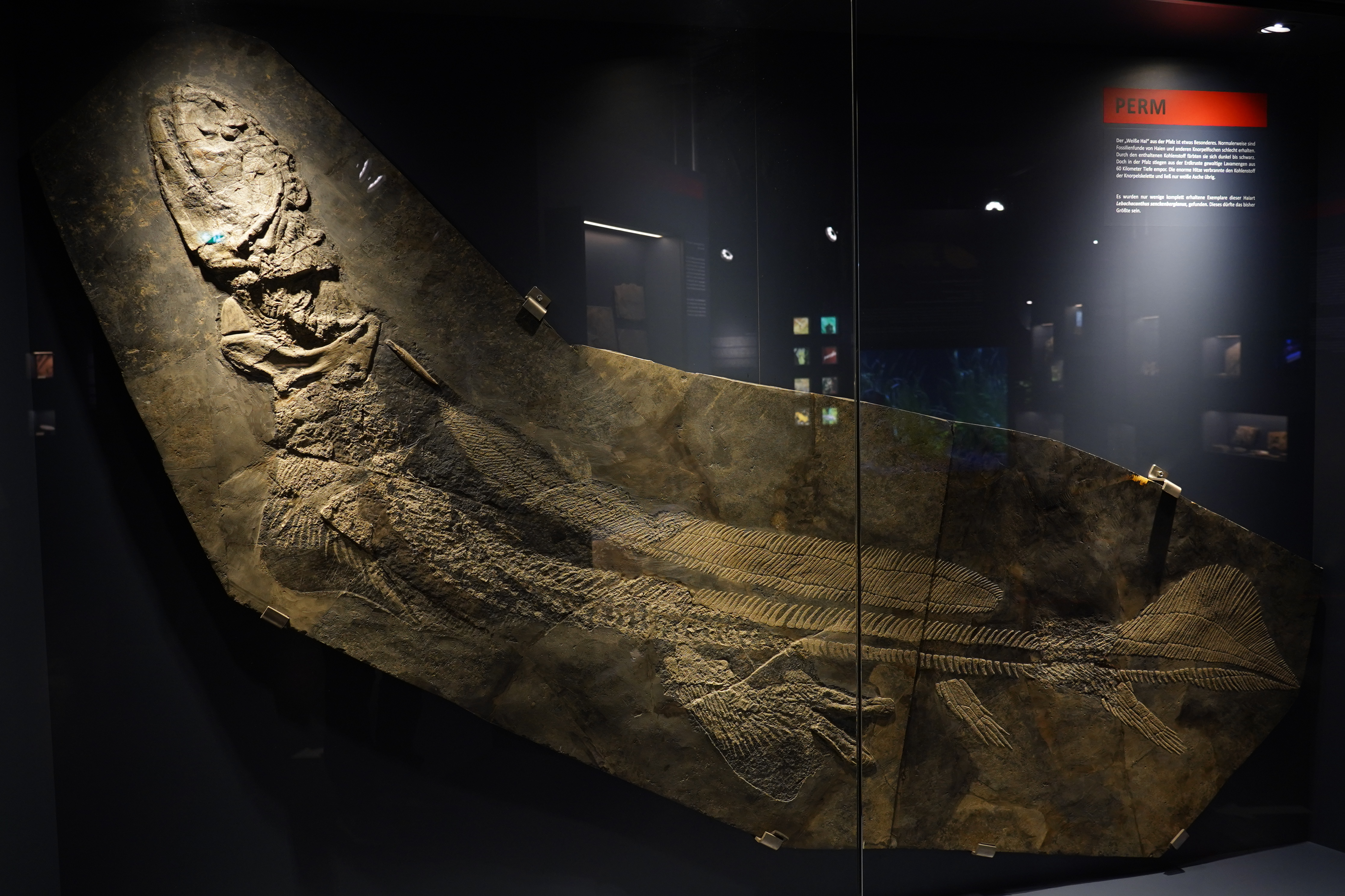
ペルム紀のサメLebachacanthusの全身化石。ヴィルヘルムスハーフェン水族館の古生物館(Urzeitmeer-Museum)での展示。

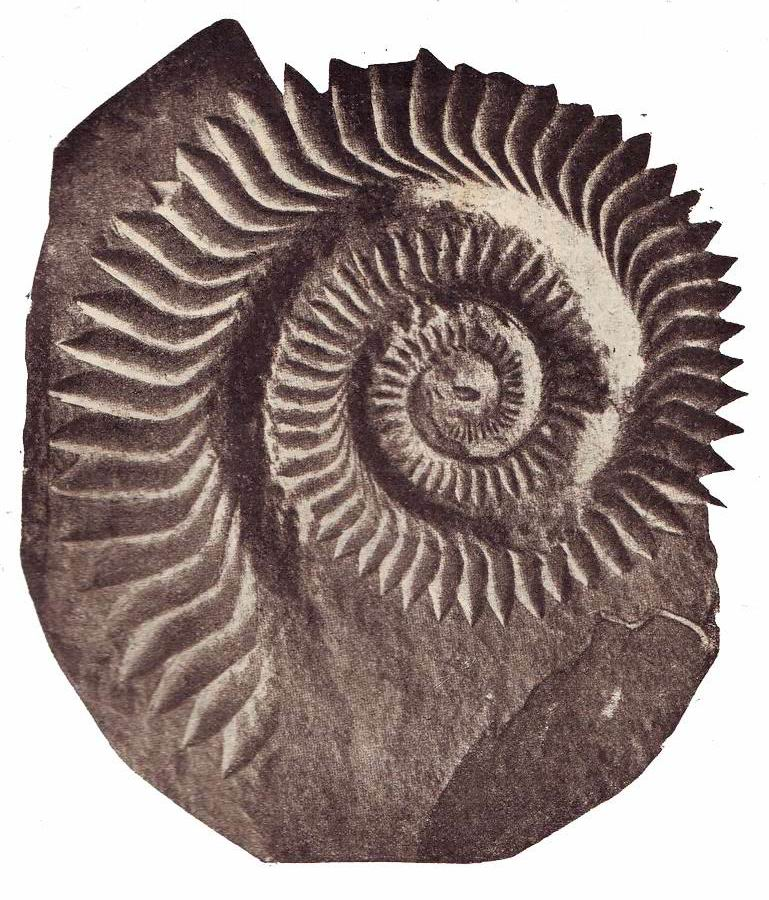
デボン紀後期に出現し、三畳紀前期に絶滅したヘリコプリオンの歯の化石。

以下は全頭亜綱（現生するのはギンザメ目のみ）に含まれる。
- クラドセラケ
- ヘリコプリオン
- ペタロドゥス
- ステタカントゥス
- アクモニスティオン
- ファルカトゥス
- エデスタス

## 関連作品
1988年7月17日からディスカバリーチャンネルで毎年行われている一週間サメの特集を行うイベントとしてShark Weekがある。

### 映画
サメの生態に即した作品以外に、『ジョーズ』（1975年公開）の世界的ヒット以降は、サメと人間の戦いをテーマとしたパニック映画、サメを巨大化・怪物化させた怪獣映画やホラー映画などが多数制作されており、サメ映画というカテゴリとして成立している。

## 鮫を含む語句
サメ肌
荒れてザラザラしたヒトの皮膚を指す。鮫の皮は滑り止めとして日本刀の柄に巻いたりワサビおろしに用いることから、古来の日本の生活では身近に目に触れた。また競泳用の水着の素材や模様を形容している。
鮫トレード
シャークトレードとも。トレーディングカードなどにおいて、片方が一方的に損をするトレードを指す。
英語圏ではあたりかまわず物事を遂行する行為や、そのとき得ることができるすべての利益を総取りする行為を「シャーキング（Sharking）」と呼ぶ。派生語も存在し、悪徳な高利貸しや闇金融を指すローン・シャーキング（loan-sharking）が有名。また、街角で見知らぬ人物に対して突然殴りかかる、着ている服を脱がせるなどの行為を撮影したビデオはシャーキング・ビデオ（Sharking-video）と呼ばれ、それの愛好者による専門サイトも存在する。もちろん、これらの行動は暴行罪などの罪に問われる可能性が高いのだが、近年模倣行為が頻発していることから、イギリスなどで社会問題化している。